# Вулиця Кривоноса (Дрогобич)
Вулиця Макси́ма Кривоно́са — одна з вулиць міста Дрогобич, у місцевості Млинки.

## Назва
Названа на честь українського військового діяча періоду Хмельниччини, лисянського полковника, одного з керівників козацько-селянських повстань в Україні під час Хмельниччини  — Максима Кривоноса.

## Історія та забудова
Єдина з вулиць Дрогобича, яка де-факто не існує. Запроєктована за часів Радянського Союзу і досі достеменно не відомо, де саме вона мала знаходитись. Найімовірніше вулиця мала перетинати річку Тисменицю, сполучаючи вулиці Олени Теліги та Степана Руданського у колишньому присілку Млинки.
Забудова відсутня.